# Stazione di Alberese
La stazione di Alberese è la stazione ferroviaria della ferrovia Tirrenica posta presso l'omonima località. È situata al confine tra i comuni di Grosseto e Magliano in Toscana, alcuni chilometri a sud dell'abitato di Alberese.
La stazione ferroviaria è ubicata nel cuore del Parco naturale della Maremma, non lontano dallo svincolo di Alberese lungo la via Aurelia, in questo tratto a carreggiate separate con due corsie per ogni senso di marcia.

## Strutture e impianti
L'impianto è esercito da Rete Ferroviaria Italiana ed è gestito in telecomando dal dirigente centrale operativo della stazione di Pisa Centrale.
La stazione possiede due binari passanti della ferrovia Roma-Livorno serviti da banchina; in passato ve ne erano altri due atti ad effettuare soste o incroci. Vi è un fabbricato viaggiatori al quale è annesso anche un piccolo gabbiotto per la dirigenza del movimento. Entrambi sono chiusi in quanto la stazione non effettua servizio passeggeri ed è impresenziata.

## Movimento
Al 2010, la stazione è esclusa dal servizio ferroviario viaggiatori regionale, risultando servita solamente da corse autobus.

## Interscambi
Nella piazza antistante lo scalo ferroviario, si trova il capolinea degli autobus in servizio tra Grosseto ed Alberese, gestiti da Tiemme.